# クワガーモン
クワガーモンはデジタルモンスターシリーズに登場する架空の生命体・デジタルモンスターの一種。

## 概要
Ver.4から登場。クワガタをモデルにしている。基本的に敵キャラとして登場することが多いが、その場合はシザーアームズが単なる体当たりに変えられることが多い。

## 種族としてのクワガーモン
進化の道を外れ特異な姿に進化した昆虫型デジモン。カブテリモンとはライバル同士。

### 基本データ
- 世代/成熟期[1]
- タイプ/昆虫型[1]
- 属性/ウィルス[1]
- 必殺技/シザーアームズ[1]
- 得意技/パワーギロチン、トラップシザーズ
- 勢力/ネイチャースピリッツ

### X抗体版
- 必殺技/クランチアーム

クワガーモンが「X抗体」を取り込み、未知の力を引き出した姿。凶暴性が増しており、相手がワクチン種だろうとデータ種だろうと襲いかかる。

### 亜種・関連種・その他
カブテリモン
カブトムシをモデルにした昆虫型デジモン。設定上でも同じく森林地帯に生息するライバル。
コクワモン
コクワガタをモデルにした昆虫型メカデジモン。必殺技がシザーアームズミニという名称。
オオクワモン
オオクワガタをモデルにした昆虫型デジモン。クワガーモンが進化した姿だとされる。
グランクワガーモン
D-3にワームモンの究極体として登場した昆虫型デジモン。
グランディスクワガーモン
ブレイドクワガーモン
メタリフェクワガーモン
キメラモン
さまざまなデジモンの部位をつなぎあわせたデジモン。クワガーモンの腕を持っている。

## 登場人物としてのクワガーモン
- デジモンアドベンチャーVテイマー01
  1. レオの教え子として登場。ゼロと戦い、素早いスピードとシザーアームズで苦しめるが、太一の作戦により壁にゼロが埋まったことで攻撃の方向を限定され、ブイブレスアローの直撃を受けて敗北。
  2. ネオの配下として登場。コカトリモンとのジョグレスで完全体メガドラモンへと進化し、ジュレイモンとのトリプルジョグレスで究極体であるデスモンへと進化する。
- デジモンアドベンチャー - 第1話に登場。ファイル島に来て間もない子供たちに襲い掛かるが、成長期に進化したパートナーたちに集中攻撃を浴びせられるも[3]、撤退の間際に足場を破壊して子供たちを川に落とした[4]。また、別個体がサーバー大陸にも登場し子供たちと戦った。デジタルワールドが現実世界に現れた際、実体の無いデジモンとしても登場した。
- デジモンアドベンチャー02 - ロシアの選ばれし子供であるユーリのパートナーデジモンとして登場。
- デジモンネクスト - 帰宅途中に偶然デジタルワールドに迷い込んだ龍野ツルギを襲うが実体化したパートナーデジモンであるグレイモンに返り討ちにされる。
- デジモンアドベンチャー tri.